# Myrta obecná
Myrta obecná (Myrtus communis) je druh rostliny z čeledi myrtovité (Myrtaceae). Je to stálezelený keř s lesklými tuhými špičatými listy a bělavými květy s nápadným množstvím tyčinek. Roste ve Středomoří, v ČR je pěstována jako kbelíková rostlina. Myrta má dlouhou historii využití sahající až do antického Řecka.

## Popis
Myrta obecná je stálezelený keř s tuhými vstřícnými listy, dorůstající obvykle výšky od 1 do 3 metrů. Mladé větévky jsou čtyřhranné, metlovité. Borka je červená a odlupuje se v plátcích. Listy jsou křižmostojně postavené, 2,5 až 5 cm dlouhé, vejčité až kopinaté, zašpičatělé. Listy při narušení aromaticky voní. Čepel listů je celokrajná, na líci leskle sytě zelená, na rubu matná. Květy jsou úžlabní, na dlouhých stopkách, jednotlivé, bílé nebo slabě narůžovělé a mají 2 až 3 cm v průměru. V květech je baňkovitá češule a mnoho tyčinek. Bobule jsou asi 7 až 12 mm dlouhé, stopkaté, černé nebo modročerné, pryskyřičné hořké chuti, s několika semeny.

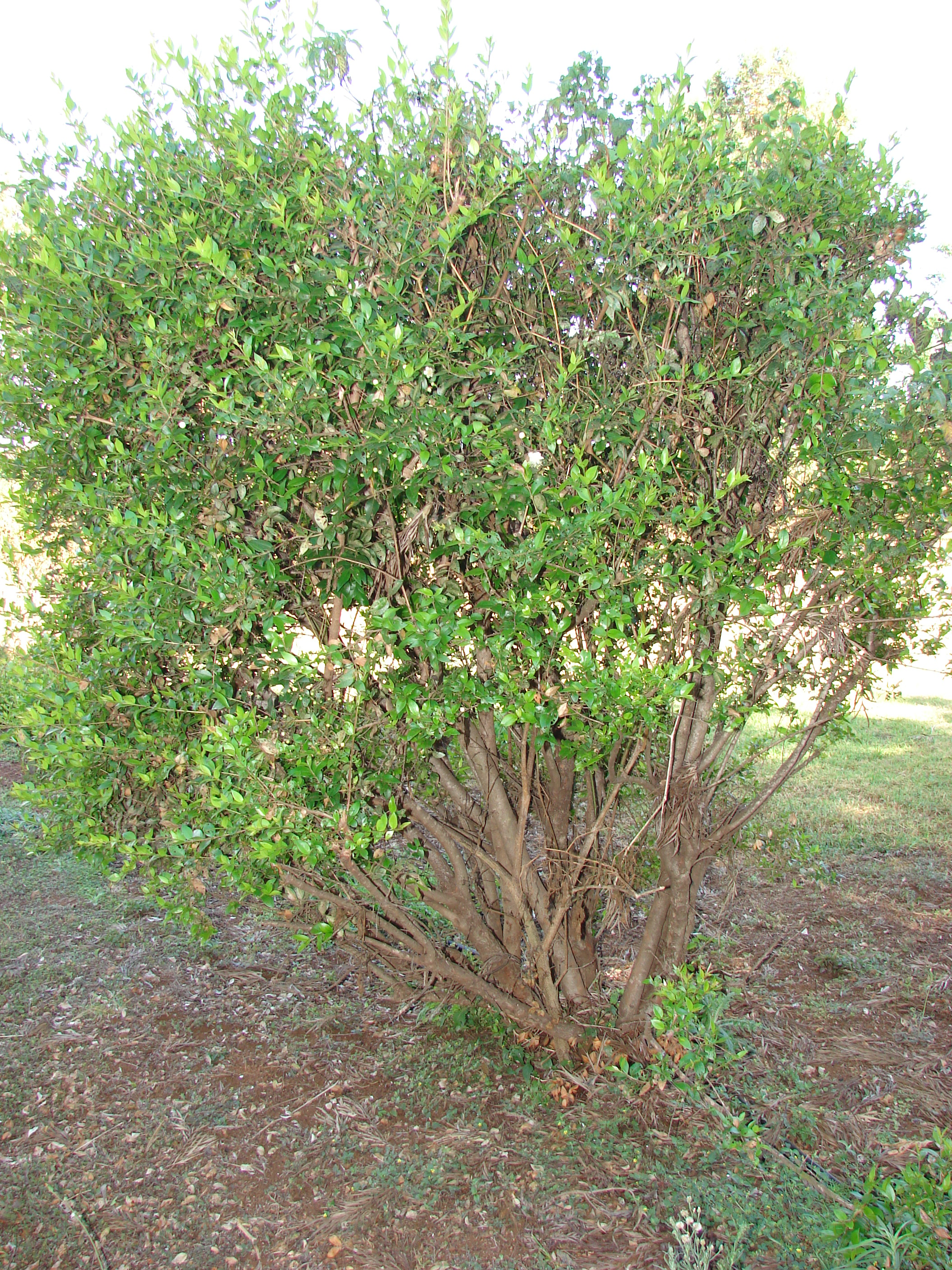
Keř myrty obecné
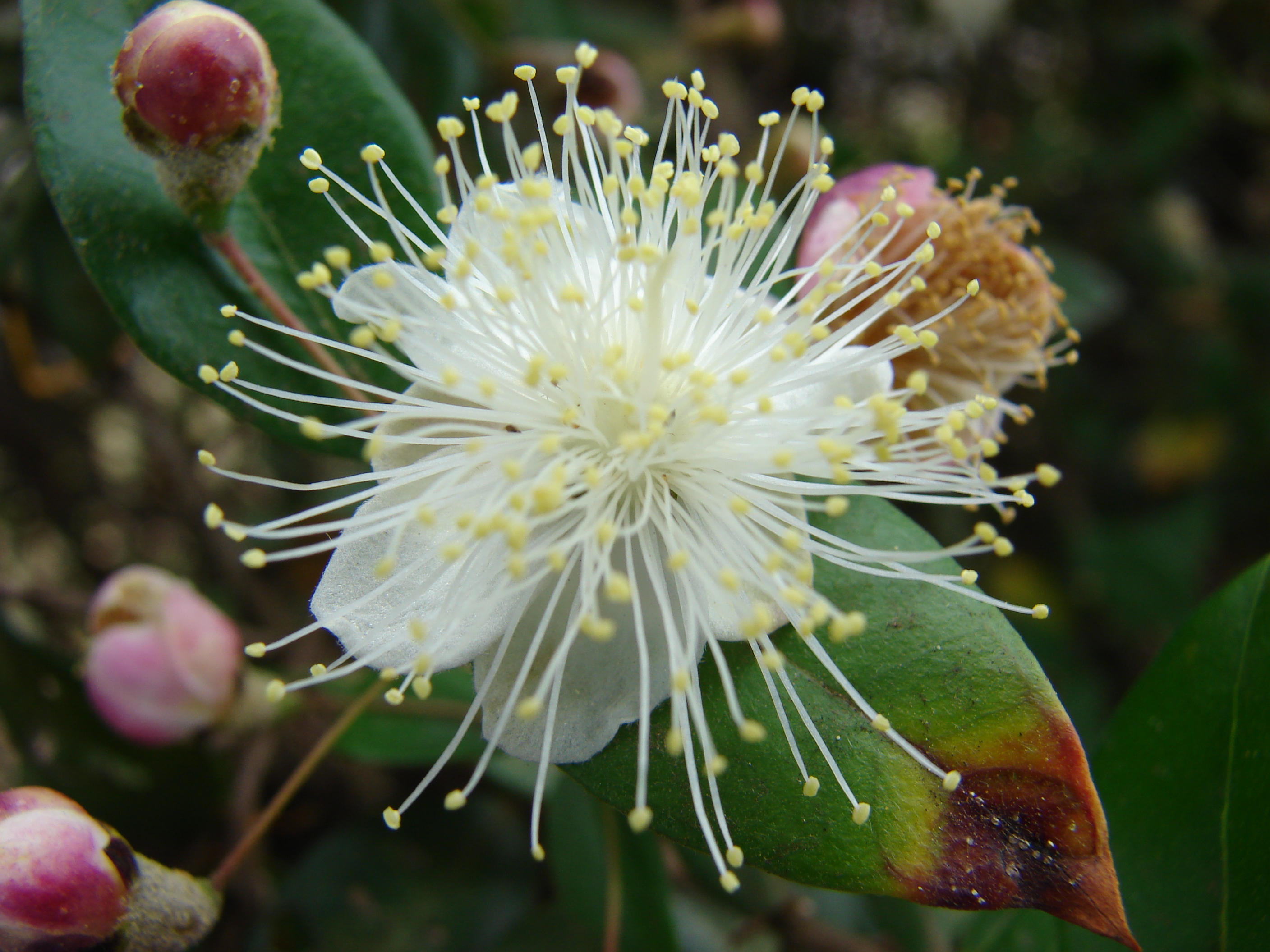
Detail květu myrty
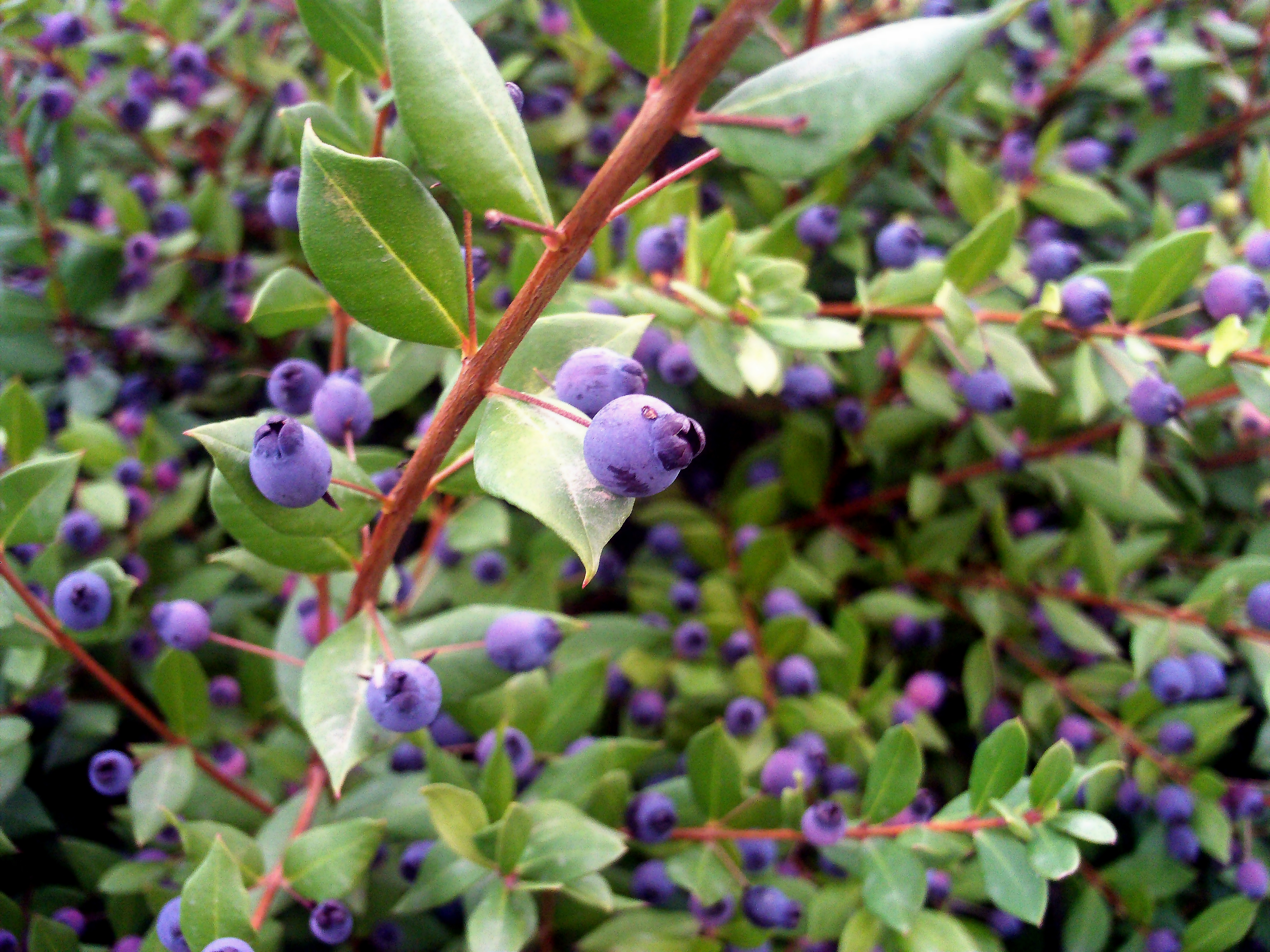
Plody myrty

## Rozšíření
Myrta obecná je dnes hojně rozšířena v celém Středomoří, kde je také již od dávných dob pěstována. Je to jediný evropský zástupce rozsáhlé čeledi myrtovité. Byla zavlečena také na Azorské ostrovy a na Madeiru.

## Význam
Myrta obecná má velmi dlouhou historii využití sahající do starověku. Byla používána k ošetřování široké palety neduhů.
Větévka myrty je již od časů antického Řecka používána jako vyznamenání a symbol cti. Listy, větévky a bobule myrty byly používány k ovoňování jídla a vína. Myrtový olej je používán v parfumerii a k ovoňování mýdel, mastí a šamponů. Zevně se používá proti akné a zánětům dásní.
Myrta obecná je ve Středomoří hojně pěstovaný okrasný keř, ceněný pro atraktivní celkový vzhled, květy i plody. V našich podmínkách není mrazuvzdorná (klimatická zóna USDA 8), je však podobně jako jiné středomořské dřeviny často pěstována jako kbelíková rostlina. Vyžaduje slunce, nevápenatou půdu a v zimě chladné ale bezmrazé podmínky.

## Gastronomie
Čerstvě uříznuté větvičky se přidávají do ohně při rožnění celých skopců a tím dodávají masu chuť. Sušené listy se přidávají jako koření k tučným masům.

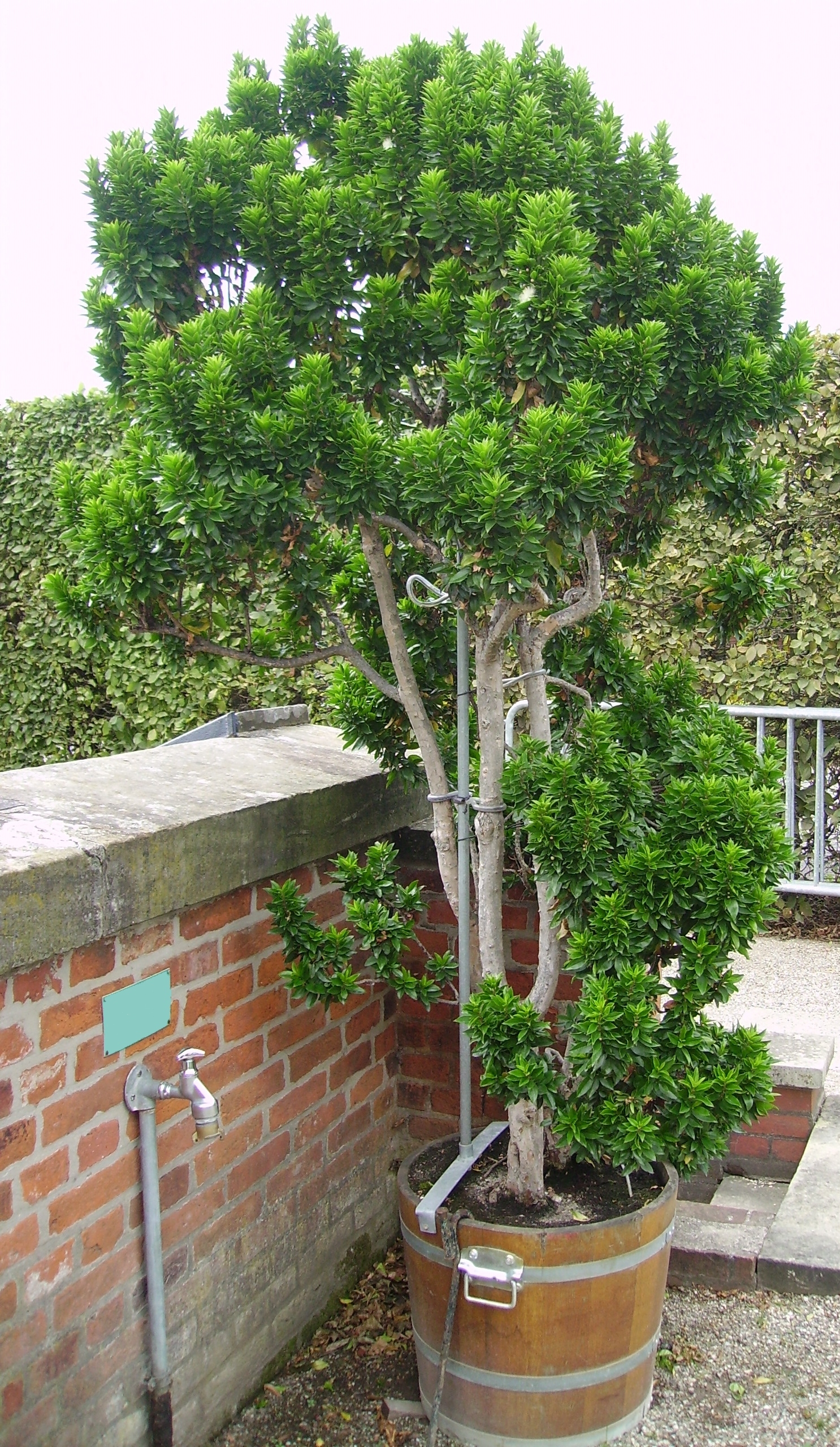
Myrta jako kbelíková rostlina
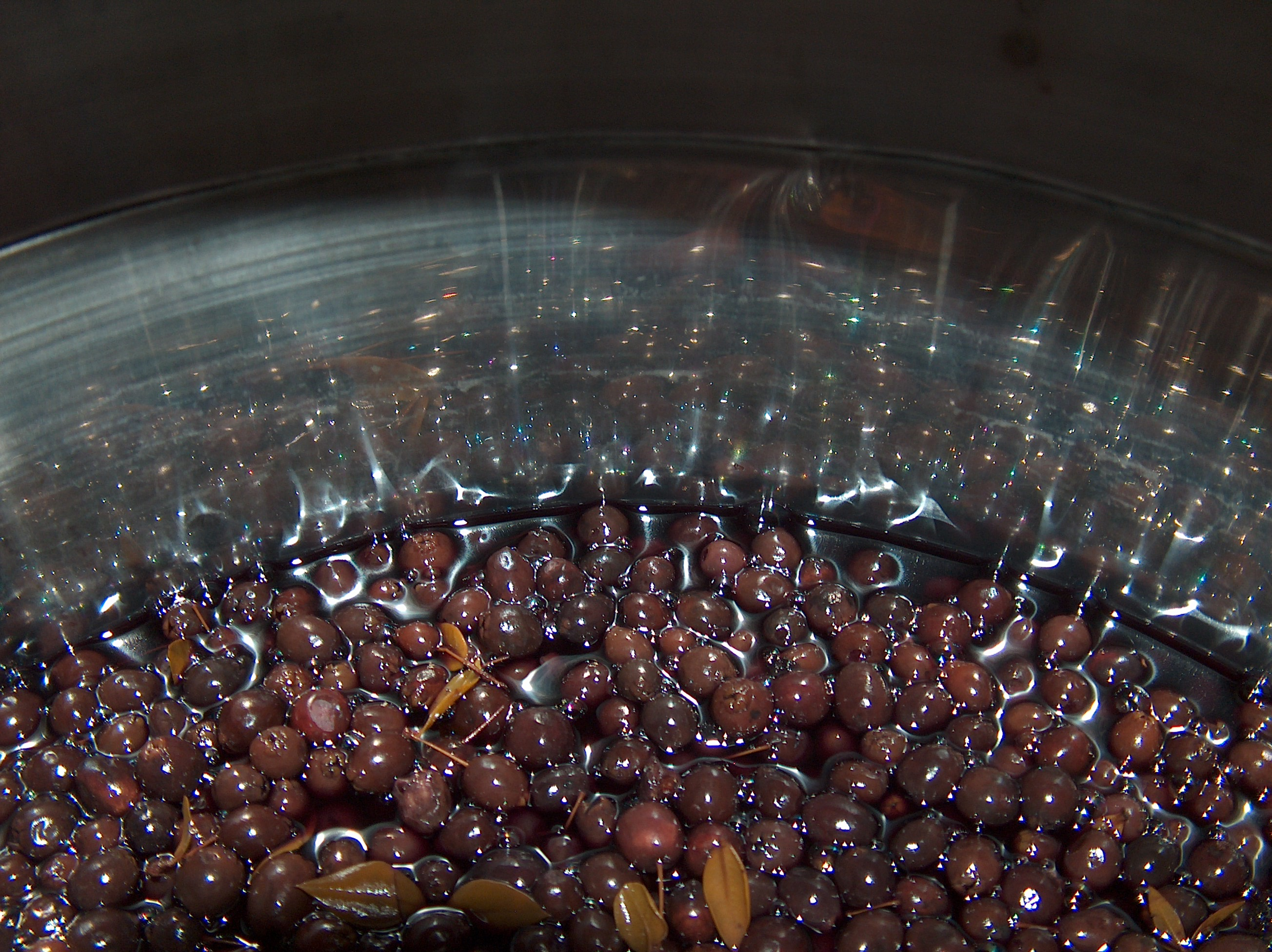
Plody myrty, macerované v alkoholu
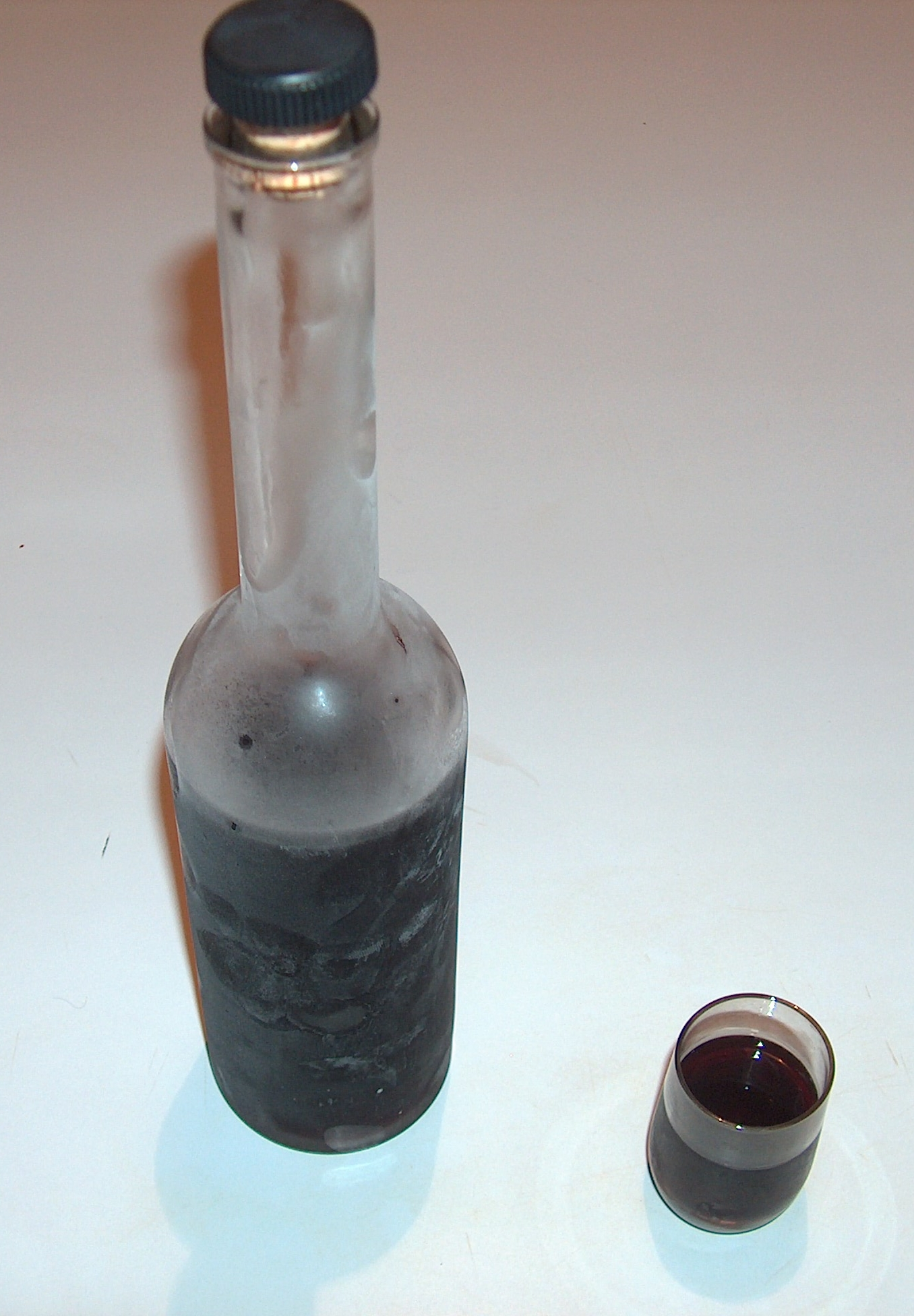
Likér z plodů myrty